# Peónia

Peónia.

Peónias (português europeu) ou Peônias (português brasileiro) são plantas com flor no género Paeonia, o único da família Paeoniaceae. O género tem ampla distribuição natural nas regiões temperadas do Hemisfério Norte, estando presente na Eurásia, Norte de África e oeste da América do Norte. As fronteiras entre espécies deste género são pouco claras, razão pela qual as estimativas do seu número variam de 25 a 40. São maioritariamente plantas herbáceas, perenes, com 0,5 a 1,5 m de altura, mas algumas são arbustivas, com 1,5 a 3 m de altura.

## Espécies
- Espécies herbáceas (cerca de 30 espécies)
  - Paeonia abchasica
  - Paeonia anomala
  - Paeonia bakeri
  - Paeonia broteri
  - Paeonia brownii
  - Paeonia californica
  - Paeonia cambessedesii
  - Paeonia caucasica
  - Paeonia clusii
  - Paeonia coriacea
  - Paeonia daurica
    - Paeonia daurica subsp. mlokosewitschii

  - Paeonia emodi
  - Paeonia hirsuta
  - Paeonia intermedia
  - Paeonia japonica
  - Paeonia kesrouanensis
  - Paeonia lactiflora
  - Paeonia macrophylla
  - Paeonia mairei
  - Paeonia mascula
  - Paeonia obovata
  - Paeonia officinalis
  - Paeonia parnassica
  - Paeonia peregrina
  - Paeonia rhodia
  - Paeonia sinjiangensis
  - Paeonia sterniana
  - Paeonia steveniana
  - Paeonia tenuifolia
  - Paeonia tomentosa
  - Paeonia veitchii
  - Paeonia wittmanniana

- Espécies lenhosas (cerca de 8 espécies)
  - Paeonia decomposita
  - Paeonia delavayi
  - Paeonia jishanensis (sin. P. spontanea)
  - Paeonia ludlowii
  - Paeonia ostii
  - Paeonia qiui
  - Paeonia rockii (sin. P. suffruticosa subsp. rockii)
  - Paeonia suffruticosa

## Classificação do gênero
| Sistema | Classificação                    | Referência               |
| ------- | -------------------------------- | ------------------------ |
| Linné   | Classe Polyandria, ordem Digynia | Species plantarum (1753) |

## Galeria

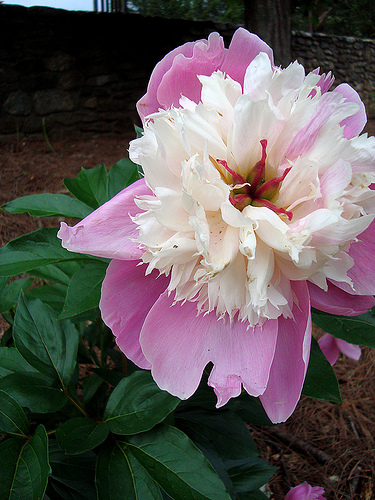
Paeonia lactiflora cultivar 'Bowl of Beauty'
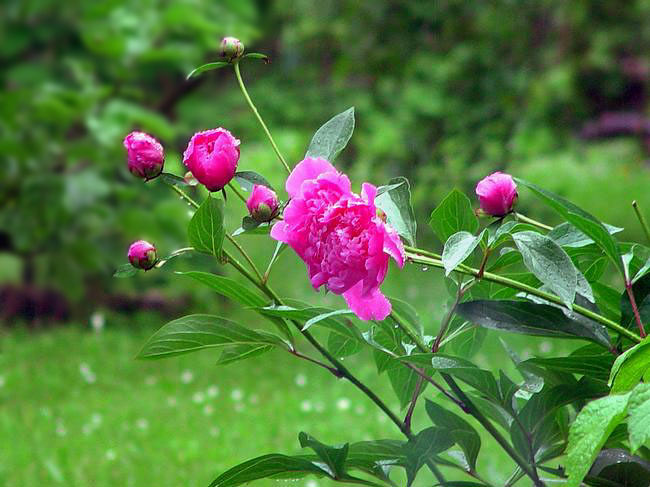
Um cultivar de Paeonia lactiflora
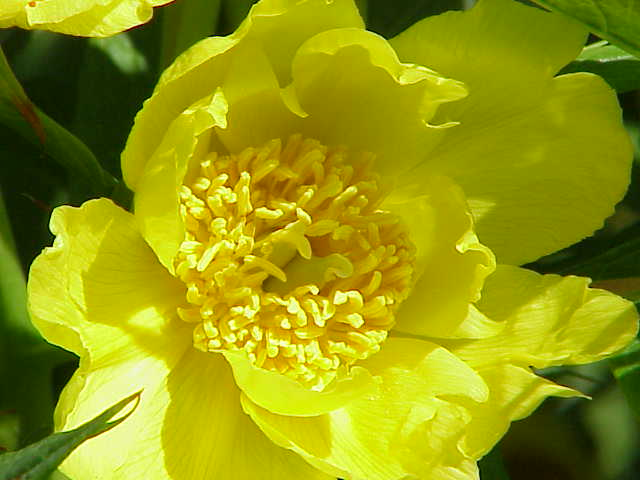
Paeonia ludlowii (sin. Paeonia lutea var. ludlowii
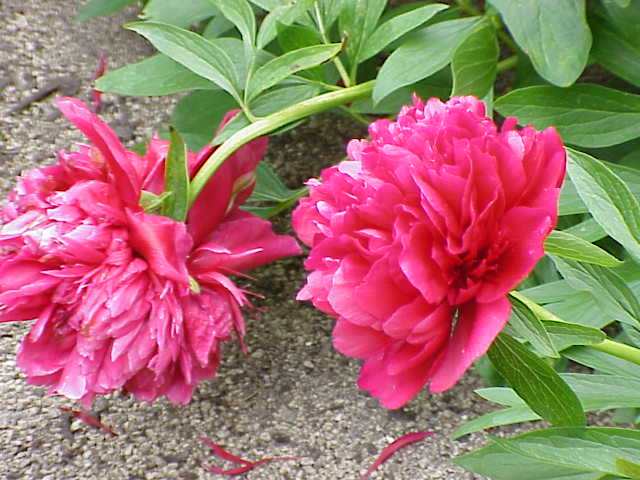
Paeonia officinalis cultivar 'Rubra Plena'
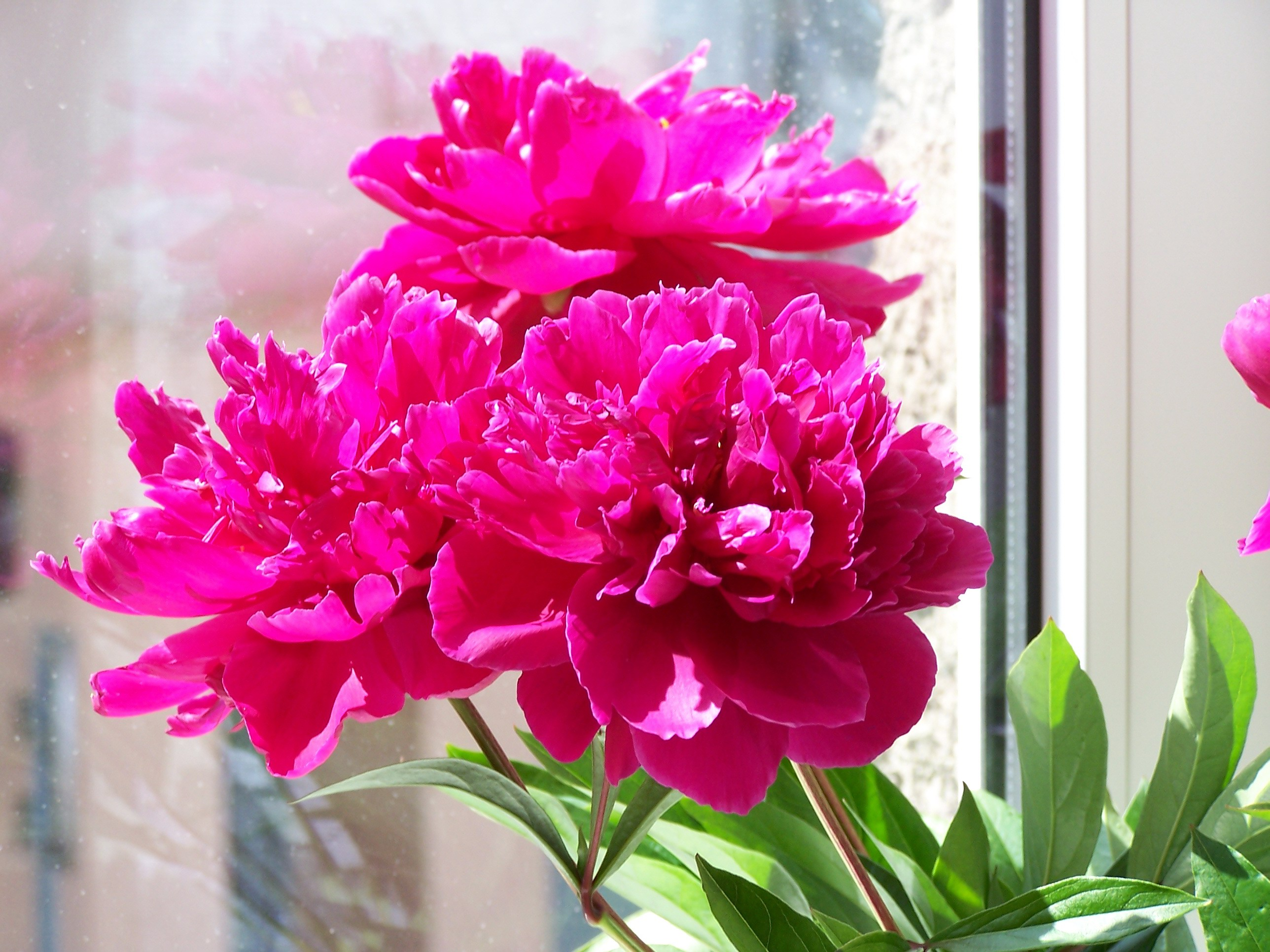
Paeonia lactiflora cultivar 'Alexander Fleming'
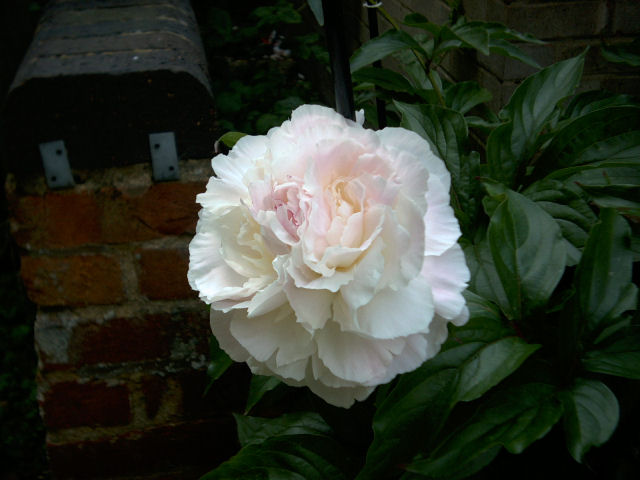
Paeonia officinalis
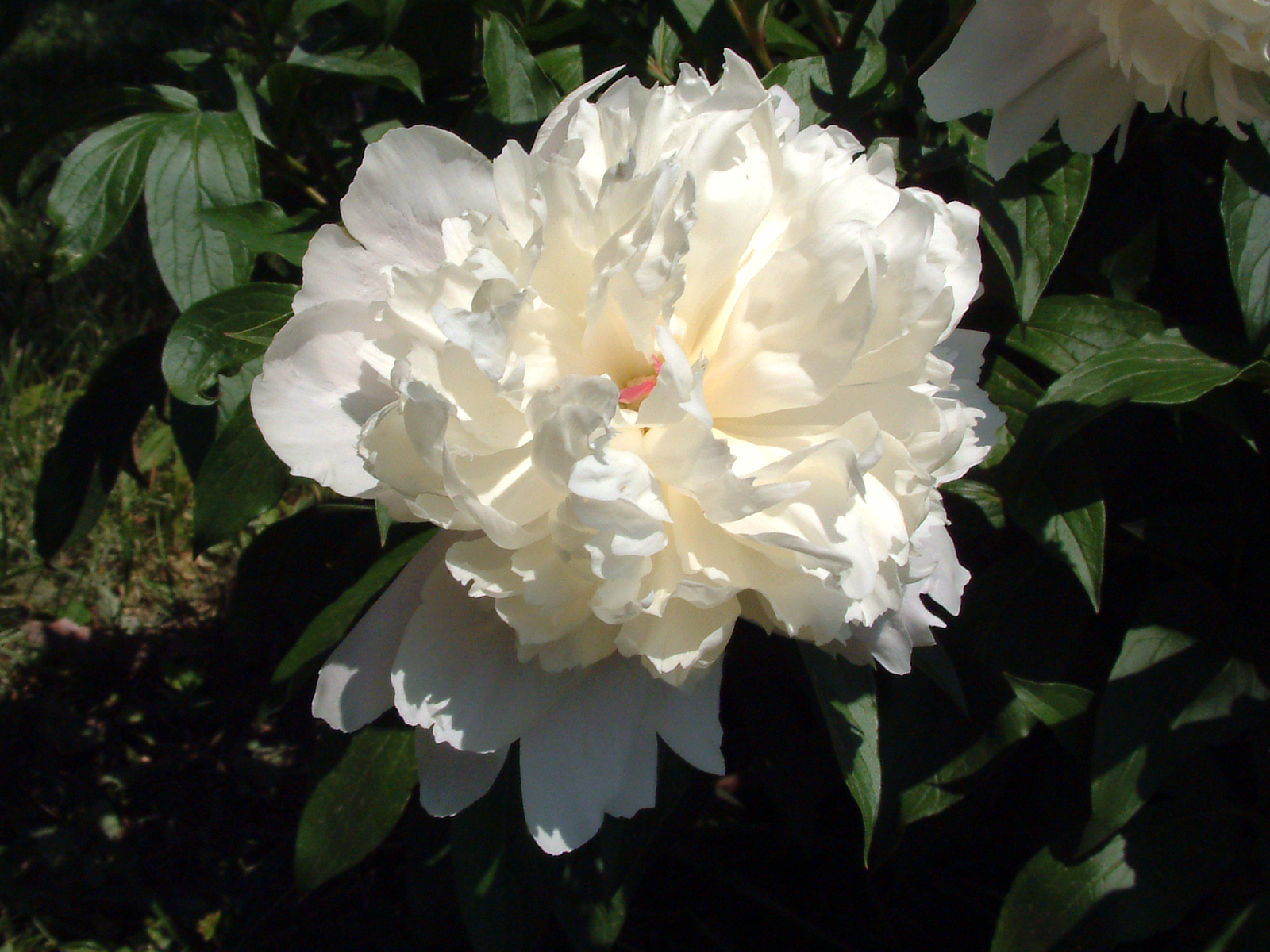
Paeonia lactiflora cultivar
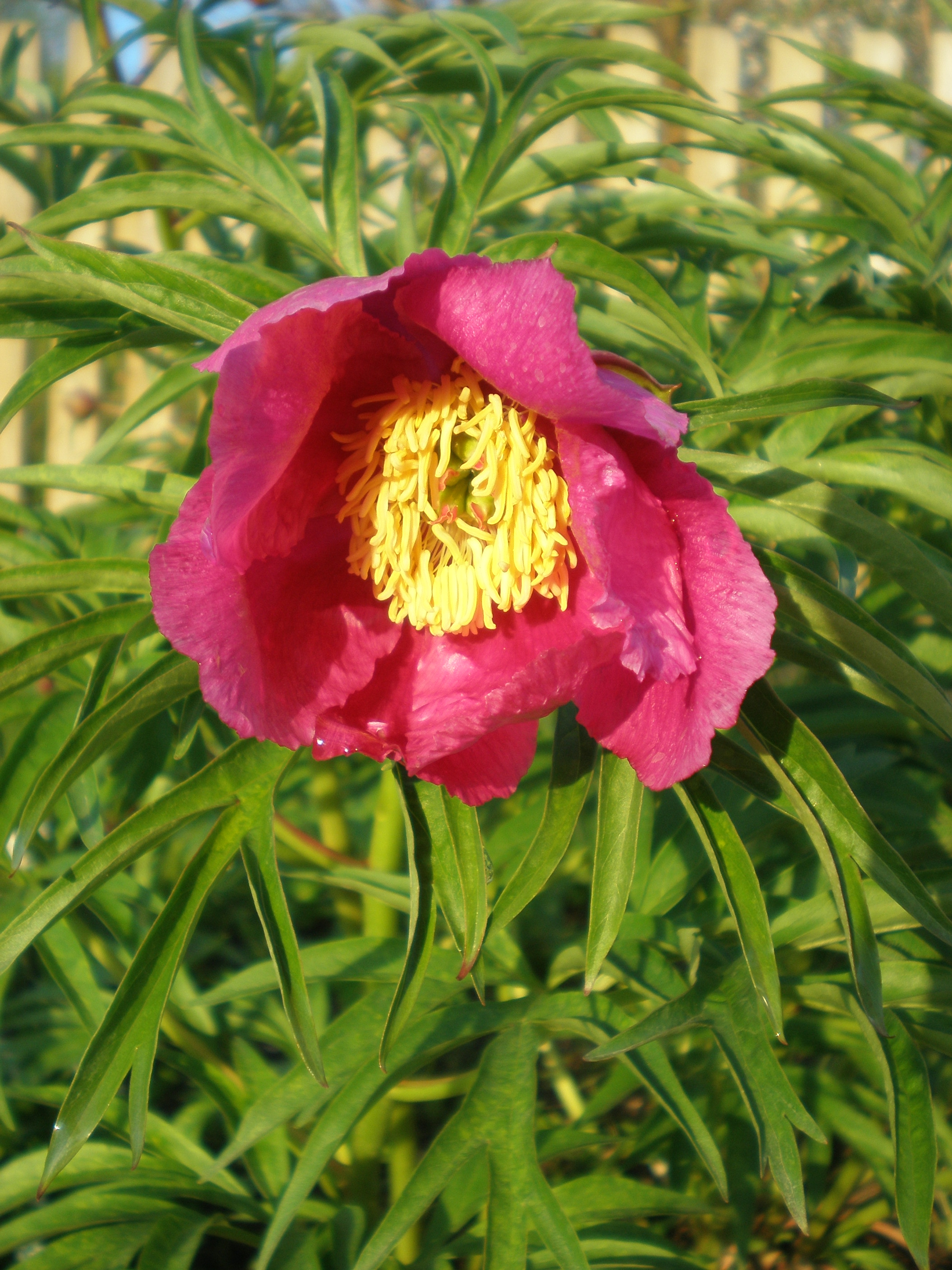
Paeonia anomala cultivar
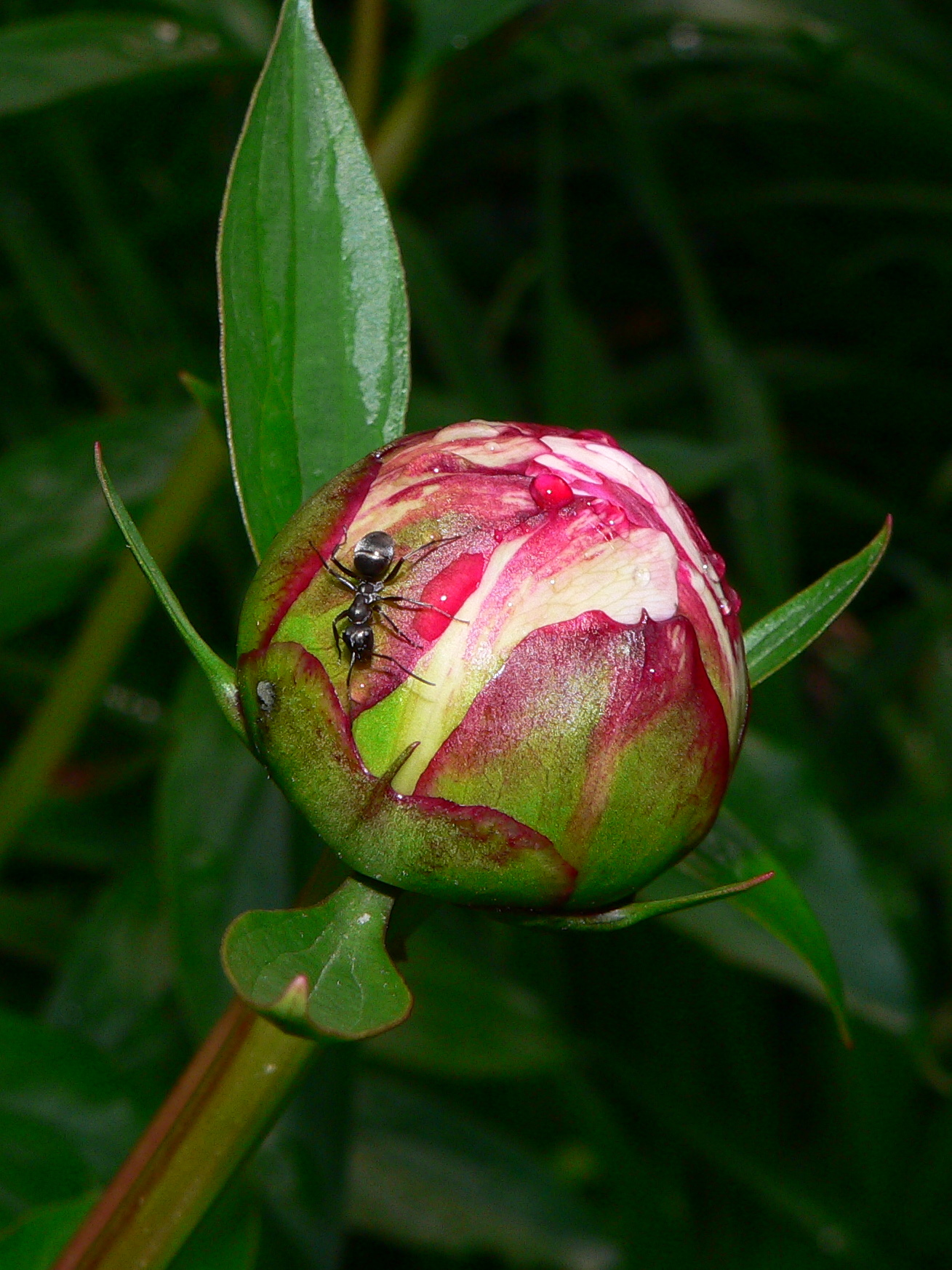
Formiga atraída peo néctar de Paeonia.
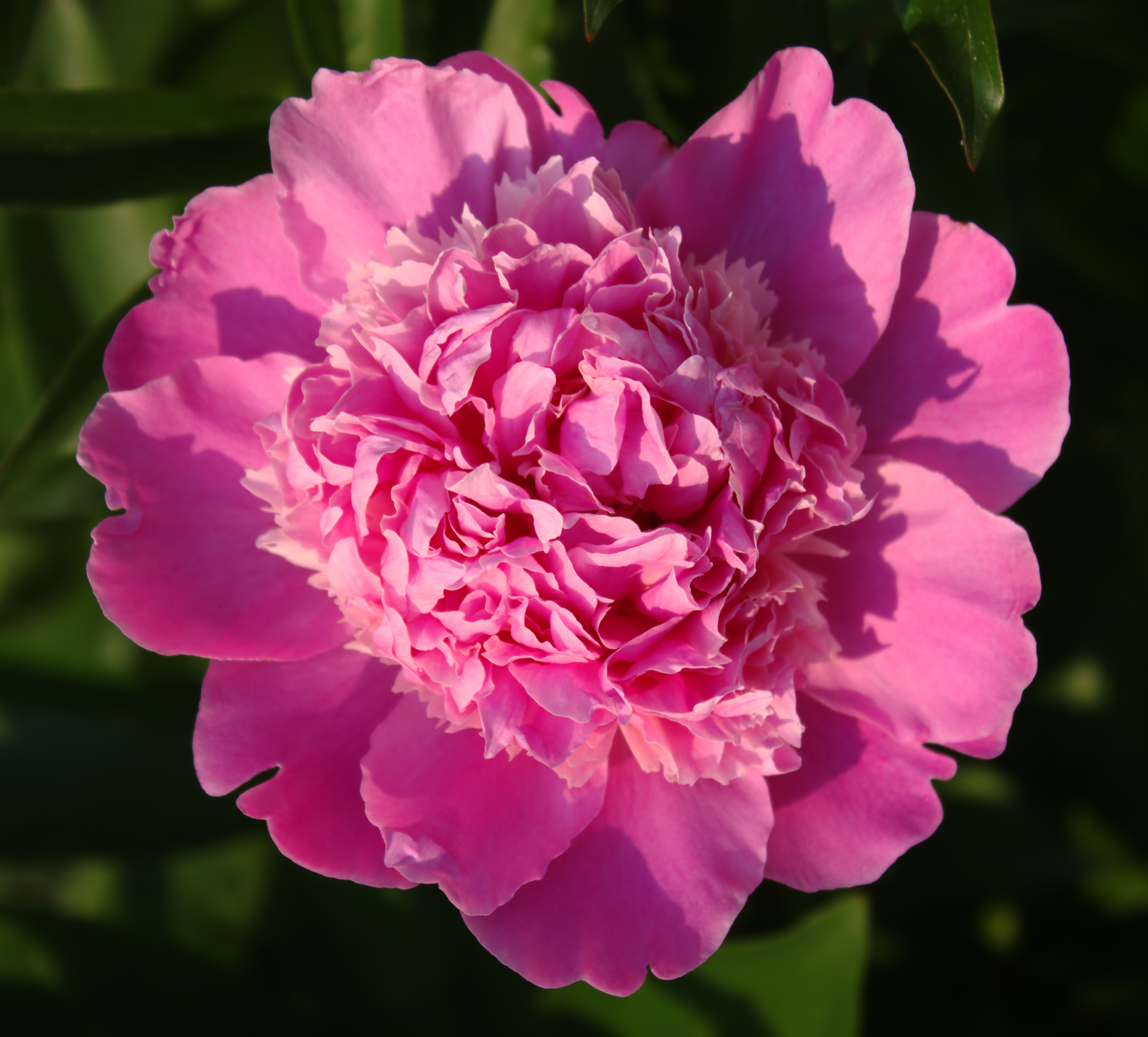
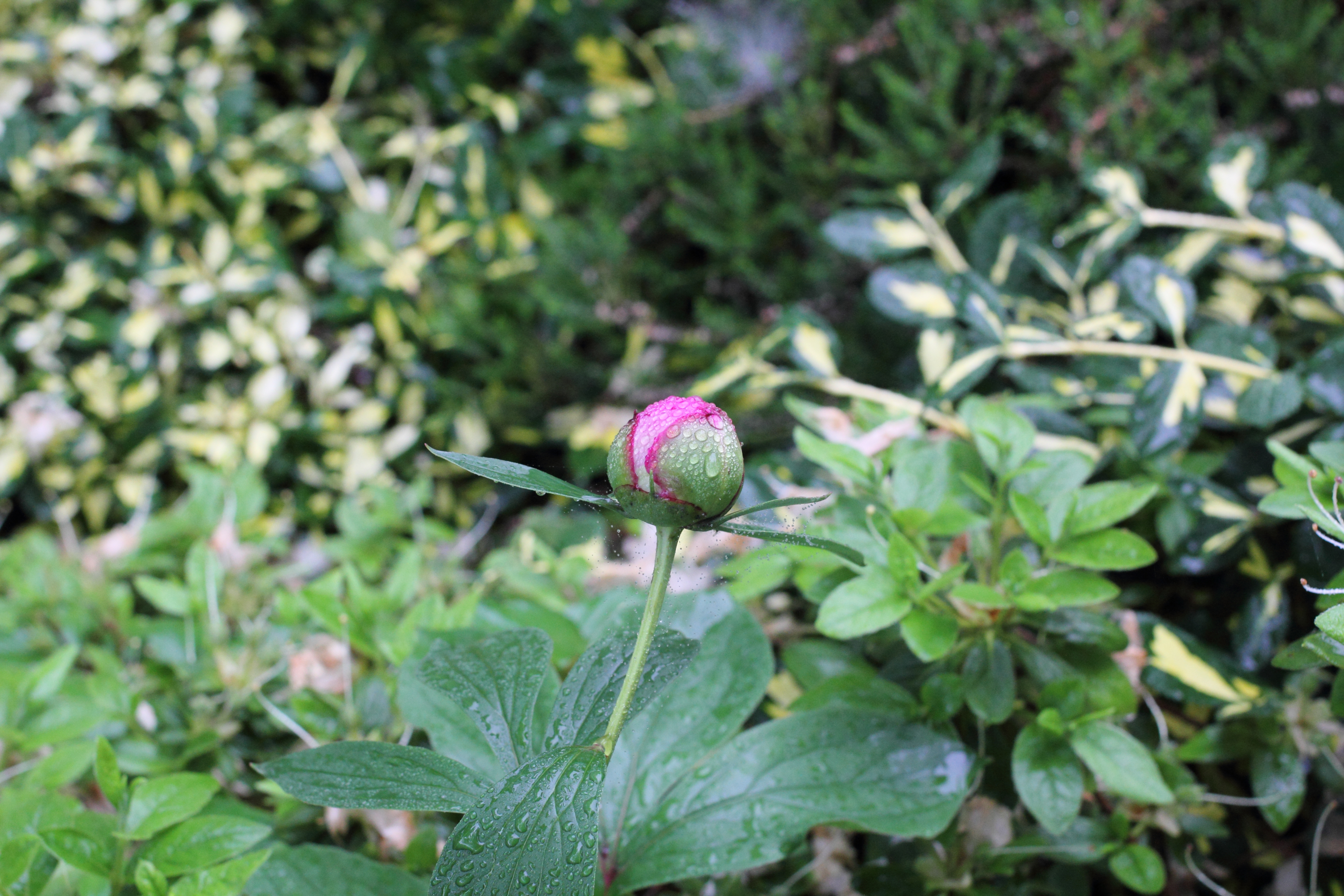
Rebentos de Paeonia.